# Oliver Letwin
Oliver Letwin (ur. 19 maja 1956 w Londynie) – brytyjski polityk, członek Partii Konserwatywnej. Od 1997 do 2019 roku był członkiem Izby Gmin z okręgu wyborczego West Dorset. Od początku istnienia rządu Camerona był ministrem stanu (co odpowiada polskiemu sekretarzowi stanu) w Urzędzie Gabinetu, odpowiadającym za kwestie programowe (policy). Choć formalnie nie był członkiem Gabinetu, decyzją premiera posiadał przywilej stałego uczestnictwa w jego posiedzeniach. Od 14 lipca 2014 do 14 lipca 2016 zajmował dodatkowo honorowy urząd Kanclerza Księstwa Lancaster.

## Życiorys

### Młodość i kariera zawodowa
Jego dziadkami byli ukraińscy Żydzi, którzy wyemigrowali przed prześladowaniami do Milwaukee w stanie Wisconsin; ojciec William Letwin był absolwentem Uniwersytetu Chicagowskiego, uczestnikiem wojny na Pacyfiku, a po wojnie profesorem London School of Economics, matka również wykładała na uczelni. Jest absolwentem Eton College oraz filozofii w Trinity College na Uniwersytecie Cambridge, gdzie także się doktoryzował. W pierwszych latach swojej kariery zawodowej Letwin pracował naukowo na Uniwersytecie Princeton, a także w Cambridge. W 1985 odbył studia podyplomowe w zakresie finansów korporacyjnych w London Business School. Następnie związał się z branżą finansową w londyńskim City.

### Kariera polityczna
Równolegle działał w Partii Konserwatywnej, zasiadając w latach 1983–1986 w zespole doradców programowych (Policy Unit) przy premier Margaret Thatcher. W 1988 wraz z Johnem Redwoodem opracował teoretyczne podstawy prywatyzacji National Health Service w raporcie Britain's Biggest Enterprise: Ideas for Radical Reform of the NHS. W latach 1987 i 1992 dwukrotnie bez powodzenia kandydował do parlamentu. Udało mu się zdobyć mandat za trzecim razem, w przegranych przez konserwatystów wyborach z 1997 roku. W 2000 roku jako główny sekretarz skarbu wszedł po raz pierwszy do gabinetu cieni, którym kierował ówczesny lider opozycji William Hague. Kolejny przywódca partii Iain Duncan Smith w swoim gabinecie cieni mianował go na ministra spraw wewnętrznych, zaś w 2003 roku Michael Howard powierzył mu w gabinecie cieni stanowisko kanclerza skarbu, przez co stał się głównym rzecznikiem partii ds. polityki ekonomicznej.
W trakcie kampanii wyborczej w 2001 r. publicznie ogłosił, że Partia Konserwatywna zamierza ograniczyć wydatki budżetowe o 20 mld funtów, co przyczyniło się do dużego spadku poparcia dla jego partii. W czerwcu 2004 zapowiedział na prywatnym spotkaniu, że brytyjska publiczna służba zdrowia (NHS) „przestanie istnieć” w ciągu pięciu lat od wyborczego zwycięstwa konserwatystów. Po wyborach z 2005 roku poprosił partyjne przywództwo o przydzielenie mniej eksponowanej roli, co wiązano z jego planami powrotu do biznesu. Ostatecznie pozostał w gabinecie cieni, ale na nieco mniej ważnym stanowisku ministra środowiska, żywności i spraw wsi, a łączenia rządowych stanowisk z doradztwem dla banku inwestycyjnego zabroniło mu kierownictwo partii.
Pod koniec tego samego roku był jednym z tych prominentów Partii Konserwatywnej, którzy już na wczesnym etapie walki o stanowisko nowego lidera, po dymisji Howarda, poparli Davida Camerona. Po swoim zwycięstwie, Cameron postawił Letwina na czele zespołu mającego zrewidować dotychczasowy program partii i uczynić go bardziej atrakcyjnym dla wyborców. Po wygranej partii w wyborach w 2010 roku i powstaniu koalicyjnego rządu konserwatystów i Liberalnych Demokratów, Letwin został ministrem w Urzędzie Gabinetu (brytyjskim odpowiedniku polskiej Kancelarii Premiera), odpowiadającym za wypracowywanie programu politycznego rządu. Pozostał także szefem agend partyjnych zajmujących się kwestiami programowymi. Podczas rekonstrukcji rządu w 2014 otrzymał dodatkowo stanowisko Kanclerza Księstwa Lancaster.
Początkowo określał się jako pragmatyczny zwolennik brexitu, ale wynegocjowaną przez premiera Camerona modyfikację członkostwa Zjednoczonego Królestwa, gwarantującą możliwość pozostania częścią jednolitego rynku bez konieczności ewentualnej ściślejszej integracji uznał za optymalną dla kraju, w związku z czym w referendum z 2016 r. głosował za pozostaniem w UE. Po referendum z 2016 r. premier Cameron mianował go pełnomocnikiem rządu ds. brexitu, ale nowa premier Theresa May odwołała go ze stanowiska zaraz po swojej nominacji. 25 marca 2019 r. większością 27 głosów Izba Gmin przyjęła jego uchwałę o zawieszeniu zasady pierwszeństwa projektów rządowych podczas debaty o brexicie zaplanowanej na 27 marca tego samego roku.

## Życie prywatne
Letwin jest od 1984 roku żonaty z Isabele Davidson, z którą w 1993 roku dochowali się pary bliźniaków, chłopca i dziewczynki. W 2003 wzbudził spore kontrowersje mówiąc publicznie, iż wolałby „wyjść na ulicę i żebrać” niż posłać swoje dzieci do państwowej szkoły. Letwinowie posiadają rezydencję w Somerset oraz mieszkanie w Londynie.